# 神戸フィルハーモニック
神戸フィルハーモニック（こうべフィルハーモニック）は、神戸市に本拠を置くオーケストラ。
1979年より設立が準備され、1980年デビューコンサートを開催。以降、定期演奏会・依頼演奏会などを重ねる。音楽監督は創立以来現在に至るまで一貫して、朝比奈千足が務める。
通常アマチュア・オーケストラに分類されるが、以下の点で、日本のアマチュア・オーケストラの中では異色の存在である。
- 音楽大学卒業生の団員が多く、弦楽器の各セクションの指導者（プロ奏者）が首席奏者も務めている。
- 運営の主体は団員ではなく、最初から運営母体がある（当初「神戸市交響楽協会」、現在は一般社団法人神戸フィルハーモニック協会）。

創立以来「神戸市民自身のオーケストラ」を掲げており、現在も多くの法人や市民が後援している。